# Chiesa di San Teodoro al Palatino
La chiesa di San Teodoro al Palatino è un luogo di culto ortodosso di Roma, posto lungo l'antichissima via (oggi omonima) che corre sotto le pendici nord-occidentali del Palatino dal Foro al Circo Massimo e al Foro Boario. 

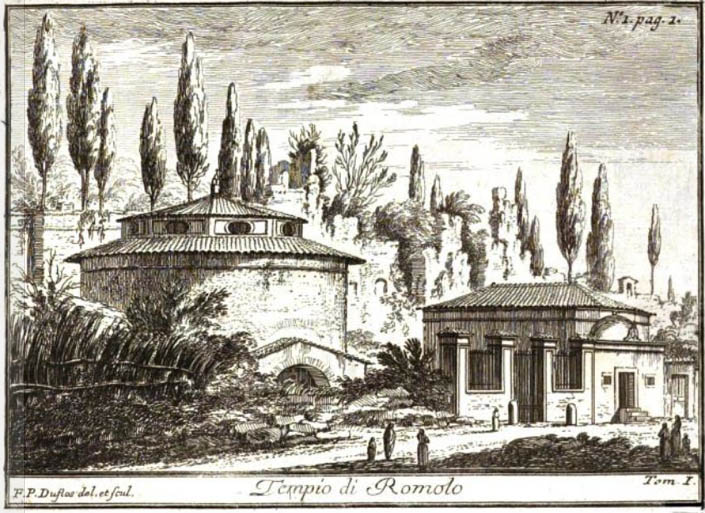
il cosiddetto Tempio di Romolo in un'illustrazione del XVIII sec.

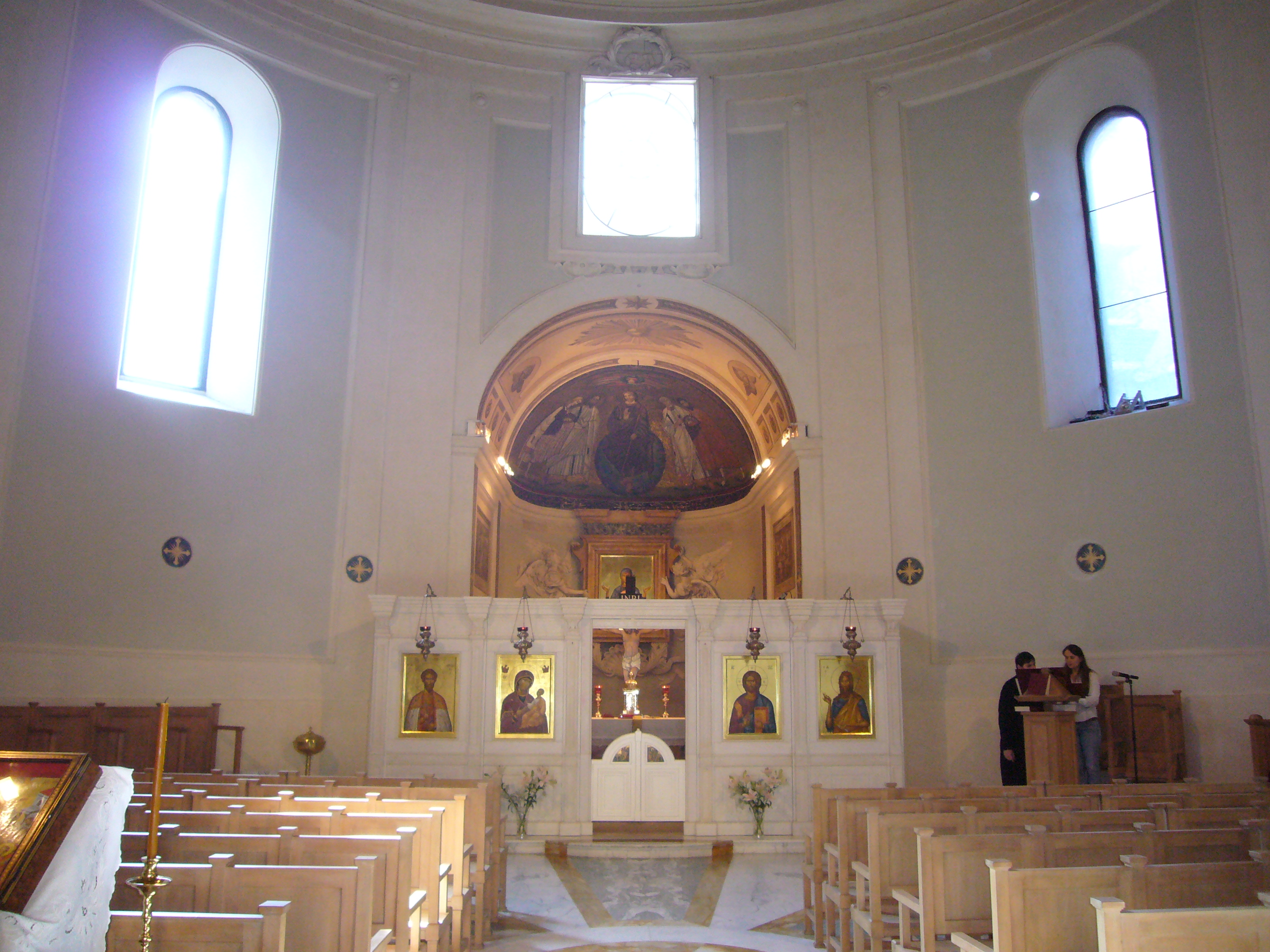
Interno

## Storia
Fu costruita nel VI secolo e dedicata a san Teodoro di Amasea, sulle rovine degli Horrea Agrippiana, probabilmente riutilizzando un tempio circolare preesistente. La tradizione voleva che il tempio fosse dedicato a Romolo, e che qui fosse conservata la Lupa capitolina fino al 1471, prima di essere spostata al Laterano; un'ara antica è conservata e visibile nel cortile della chiesa.
Il mosaico dell'abside è anch'esso del VI secolo, e raffigura Cristo seduto su un orbe rappresentante i cieli, affiancato da Pietro e Paolo e dai martiri Teodoro (un'aggiunta dovuta al restauro di papa Nicola V) e Cleonico: Cristo indossa una veste nera con laticlavi d'oro, simboli di un elevato status nella società romana. Tradizionalmente la chiesa è considerata una delle sette diaconie originarie: il primo diacono sarebbe stato assegnato da papa Agatone nel 678, mentre il primo diacono noto per nome è Roberto, intorno al 1073. La dedica ad un santo greco confermerebbe la costruzione della chiesa in un'epoca di influenza bizantina.
Ricostruita sotto papa Nicola V, perse il suo status di chiesa titolare per volere di papa Sisto V. Nel 1643 fu rinnovata dal cardinale Francesco Barberini; papa Clemente XI la fece ricostruire a Carlo Fontana (1703-1705), che progettò anche il cortile esterno tuttora esistente. Nel 1729, papa Benedetto XIII concesse la chiesa all’Arciconfraternita del Sacro Cuore di Gesù che, per la veste bianca adottata dai confratelli, era nota anche  “Arciconfraternita dei Sacconi Bianchi”. Il titulus S. Theodori fu ristabilito il 2 dicembre 1959 da papa Giovanni XXIII, mentre papa Giovanni Paolo II concesse l'uso della chiesa al Patriarca ecumenico di Costantinopoli e alla comunità greco-ortodossa di Roma, dal 1º luglio 2004, quando il patriarca Bartolomeo I di Costantinopoli presiedette alla cerimonia di inaugurazione.